# Manuel María Orellana Contreras

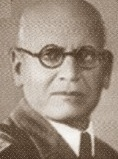
Manuel María Orellana Contreras

Manuel María Orellana Contreras (* 17. Dezember 1870 in Jícaro, Departamento El Progreso; † Juni 1940) war vom 17. bis 31. Dezember 1930 Präsident Guatemalas.

## Leben

### Frühe Laufbahn
Manuel María Orellana Contreras war 1930 Kommandant der Fuerte de San Rafael de Matamoros, in welcher er über ausgesuchte Soldaten aus der Miliz von El Progreso unumschränkt herrschte. Sein Vetter war José María Orellana Pinto.

### Fuerte de San Rafael de Matamoros
Das Castillo de San Rafael de Matamoros wurde auf einem Gelände der Familie Matamoro, welches am 8. Mai 1835 vom Staat Guatemala gekauft wurde, nach Plänen des Landvermessers, José María Cervantes gebaut und zum Geburtstag von José Rafael Carrera Turcios, am 26. Oktober 1858 als Kaserne im Nordosten von Guatemala-Stadt, Zona 1 eröffnet. Die Rebellion der Besatzung der Fuerte de San Rafael de Matamoros am 13. November 1960 markiert den Beginn des guatemaltekischen Bürgerkrieges.

### Präsidentschaft
Am 12. Dezember 1930 wurde im Regierungskabinett von Lázaro Chacón González entschieden, dass der Finanzminister und 2. Stellvertreter des Präsidenten Baudilio Palma, geschäftsführender Präsident wird. Der Kriegsminister und 1. Stellvertreter des Präsidenten, General Mauro de León gab dies telegrafisch landesweit an seine Kommandos weiter.
Angeregt durch das Vorbild seines Vetters drang General Manuel María Orellana Contreras am 17. Dezember 1930, mit Pistolen in den Fäusten von ein paar Soldaten begleitet in den Amtssitz des Präsidenten ein. Bei dieser Besetzung wurden 57 Menschen teilweise tödlich verletzt. Der geschäftsführende Präsident, Baudilio Palma flüchtete in die Botschaft Deutschlands.
General Mauro de León war in der Nähe des Amtssitzes im Parque Central von der Polizei getötet worden. Manuel María Orellana Contreras suchte sich ein Regierungskabinett aus und tauschte ein paar Militärs aus.
Manuel Orellana Contreras Usurpation wurde in weiten Teilen der Gesellschaft von Guatemala zurückgewiesen. Die US-Regierung von Herbert C. Hoover erkannte seine Präsidentschaft nicht an. Der US-Botschafter Sheldon Whitehouse drohte ultimativ mit einer Invasion des United States Marine Corps. Abgeordnete der Partido Liberal Progresista und Abgeordnete der Liberalen Partei von Chacón ließen sich gegenseitig verhaften. Am 31. Dezember 1930 setzte das Parlament den Abgeordneten José María Reina Andrade als 1. Stellvertreter für Präsident Chacón ein.